# Костас Асимакопулос
Костас Асимакопулос (грец. Κώστας Ασημακόπουλος; нар.20 травня 1936, Мітилена, Греція — 7 вересня 2020) — грецький письменник, режисер, сценарист, драматург і критик.

## Біографія
Костас Асимакопулос народився 1936 року в місті Мітилена, столиці нома Лесбос і найбільшого порту острова Лесбос.
Вивчав політологію в Університеті політичних і соціальних наук «Пантеон». З 1951 року працював у театрі як режисер і драматург, писав кіносценарії. Автор понад 50 кіносценаріїв і 5 п'єс.  
Голова грецького ПЕН-клубу. Член Товариства грецьких письменників, Товариства грецьких драматургів, Спілки кінокритиків, Грецького товариства літературних перекладачів, Грецького кіноархіву й Театрального музею в Атенах. Володіє англійською, французькою й італійською мовами.
Проживає в Атенах.

## Творча діяльність
Костас Асимакопулос автор історичних романів, у тому числі «Вбивства в Спарті», «Володар і його статуя», «Альтана з Парги», «Покоління ув'язнених», «Любов на Корфу», «Дерево, що танцює» та ін.
Твори письменника перекладено іспанською, російською, норвезькою, фінською, литовською, естонською, чеською, угорською, українською, румунською, болгарською, голландською, албанською, словенською, сербською, португальською та іншими мовами.
До того ж, К. Асимакопулос — перекладач, сценарист, кіно- й театральний режисер. За його сценаріями знято художні фільми «Винуватці», «Хліб для втікача», «Занедбаність», «Чудові дні», «Родина Хорафаса», «Відступників не існує» та ін.

### Переклади українською мовою
- Асимакопулос, Костас. Дерево, що танцює: сучасна європейська проза / К. Асимакопулос ; пер. з новогрец. О. Пономарева. — К. : К. І. С., 2004. — 218 с. — ISBN 966-8039-34-3

## Нагороди
Костас Асимакопулос був тричі нагороджений премією Афінської академії, тричі Державною премією в галузі театрального мистецтва, Міжнародною премією Л. Піранделло (1988), премією Французької академії літератури і мистецтва й ін. Має медаль міста Афін і відзнаки від Міністерства культури і науки Греції.